# هربرت هوبنر
هربرت هوبنر (بالألمانية: Herbert Hübner)‏ هو ممثل ألماني، ولد في 6 فبراير 1889 بفروتسواف في بولندا، وتوفي في 27 يناير 1972 بميونخ في ألمانيا.

## أعمال

### أفلام
- (1940) روتشيلدز

## وصلات خارجية
- هربرت هوبنر على موقع IMDb (الإنجليزية)
- هربرت هوبنر على موقع مونزينجر (الألمانية)
- هربرت هوبنر على موقع ألو سيني (الفرنسية)
- هربرت هوبنر على موقع أول موفي (الإنجليزية)
- هربرت هوبنر على موقع قاعدة بيانات الأفلام السويدية (السويدية)
- هربرت هوبنر على موقع قاعدة بيانات الفيلم (الإنجليزية)
- هربرت هوبنر على موقع كينوبويسك (الروسية)